# Savannah College of Art and Design
Savannah College of Art and Design o SCAD, es una universidad privada ubicada en Savannah, Georgia, con sede en Atlanta, Hong Kong, Barranquilla y Lacoste, Francia.
La universidad tiene su propio festival de cine, el Savannah Film Festival.

## Los académicos

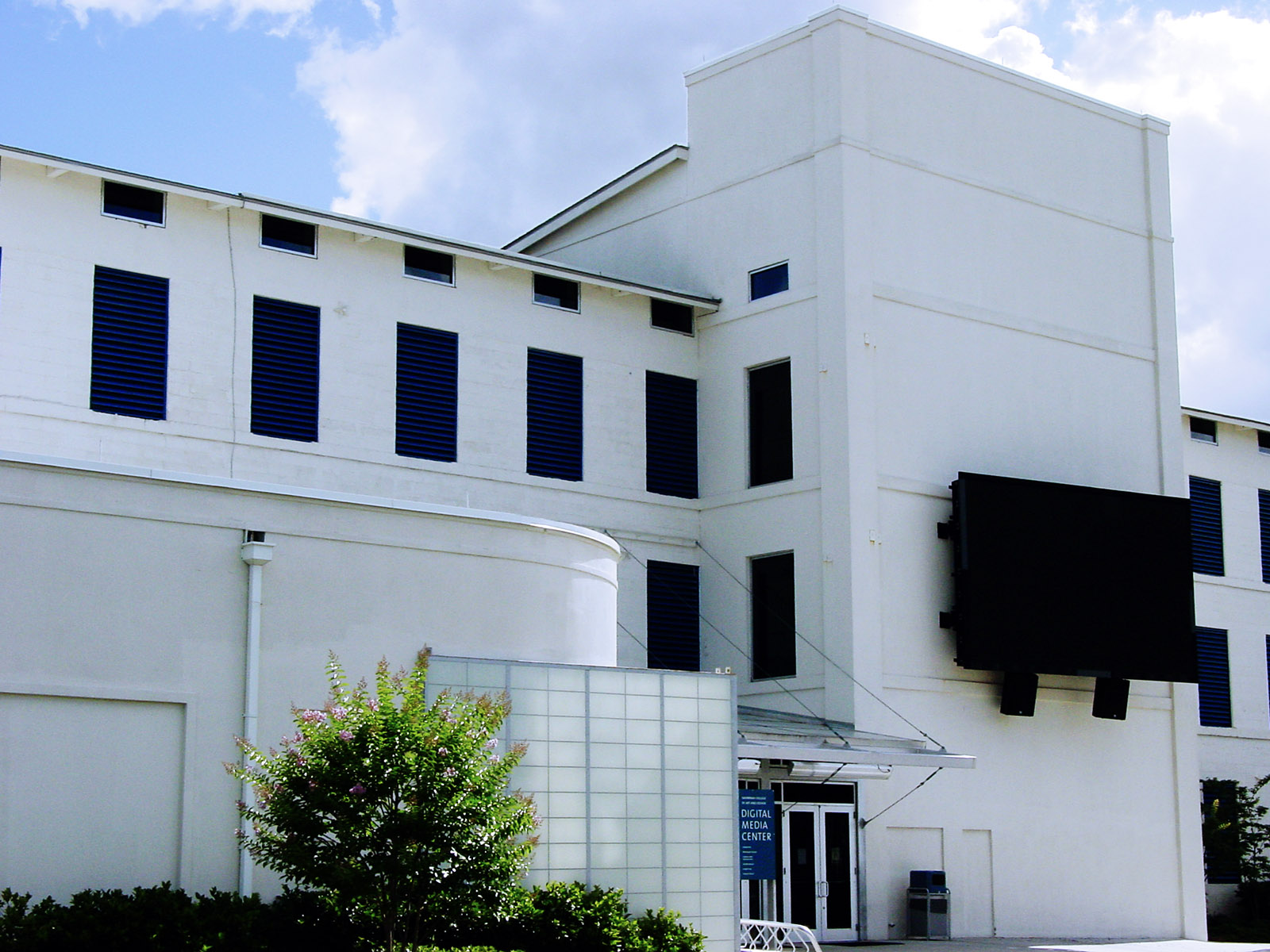
El Montgomery Hall es la sede los departamentos de Animación, Diseño de Radio, Diseño Interactivo, Desarrollo del Juego y Efectos Visuales

SCAD ofrece títulos de arte. SCAD recibe a más de 9.000 estudiantes de los 50 estados, y 100 países.Las matrícula de estudiantes internacionales es de 10-12 por ciento.
La universidad ofrece un estudio en el exterior del campus en Lacoste, Francia. En 2009, la escuela ha anunciado planes para abrir otra escuela en Hong Kong en 2010. Que se ubicará en la antigua Magistratura del Norte Kowloon.
Los estudiantes deben centrarse en tres áreas de estudio: estudios de base (fundamentos del arte como el dibujo, teoría del color y diseño), las artes liberales (matemáticas, ciencias, historia del arte e Inglés necesarios para la acreditación) y su área principal de la disciplina (una específica curso de estudio como el diseño gráfico, arte secuencial o animación). Los raperos Rejjie snowY Residente estudiaron en esta academia.

## Departamentos
La universidad está dividida en ocho colegios: